# Adolf Ludvig de Maré
Adolf Ludvig de Maré, född den 29 mars 1796 i Adelövs socken, död den 11 januari 1877 i Stockholm, var en svensk militär.
Adolf Ludvig de Maré var son till Carl Ludvig de Maré och Ester Elisabeth Cederschiöld. Han blev officer 1814, kapten vid Skaraborgs regemente 1826, tjänstgjorde samma år vid Göta kanal och befordrades 1840 till major, 1845 till överstelöjtnant. de Maré tjänstgjorde 1848 på Fyn och 1850 vid Stockholms garnison. Han befordrades 1854 till överste och var 1854–1858 kommendant i Stockholms garnison. Åren 1855–1858 var de Maré ledamot av Krigshovrätten och 1858–1864 chef för Skaraborgs regemente. Han blev riddare av Svärdsorden 1837 och tilldelades Karl XIV Johans medalj 1855. de Maré vilar på Norra begravningsplatsen utanför Stockholm.